# Liste des vice-rois de Catalogne
 (juillet 2025).
Si vous disposez d'ouvrages ou d'articles de référence ou si vous connaissez des sites web de qualité traitant du thème abordé ici, merci de compléter l'article en donnant les références utiles à sa vérifiabilité et en les liant à la section « Notes et références ».

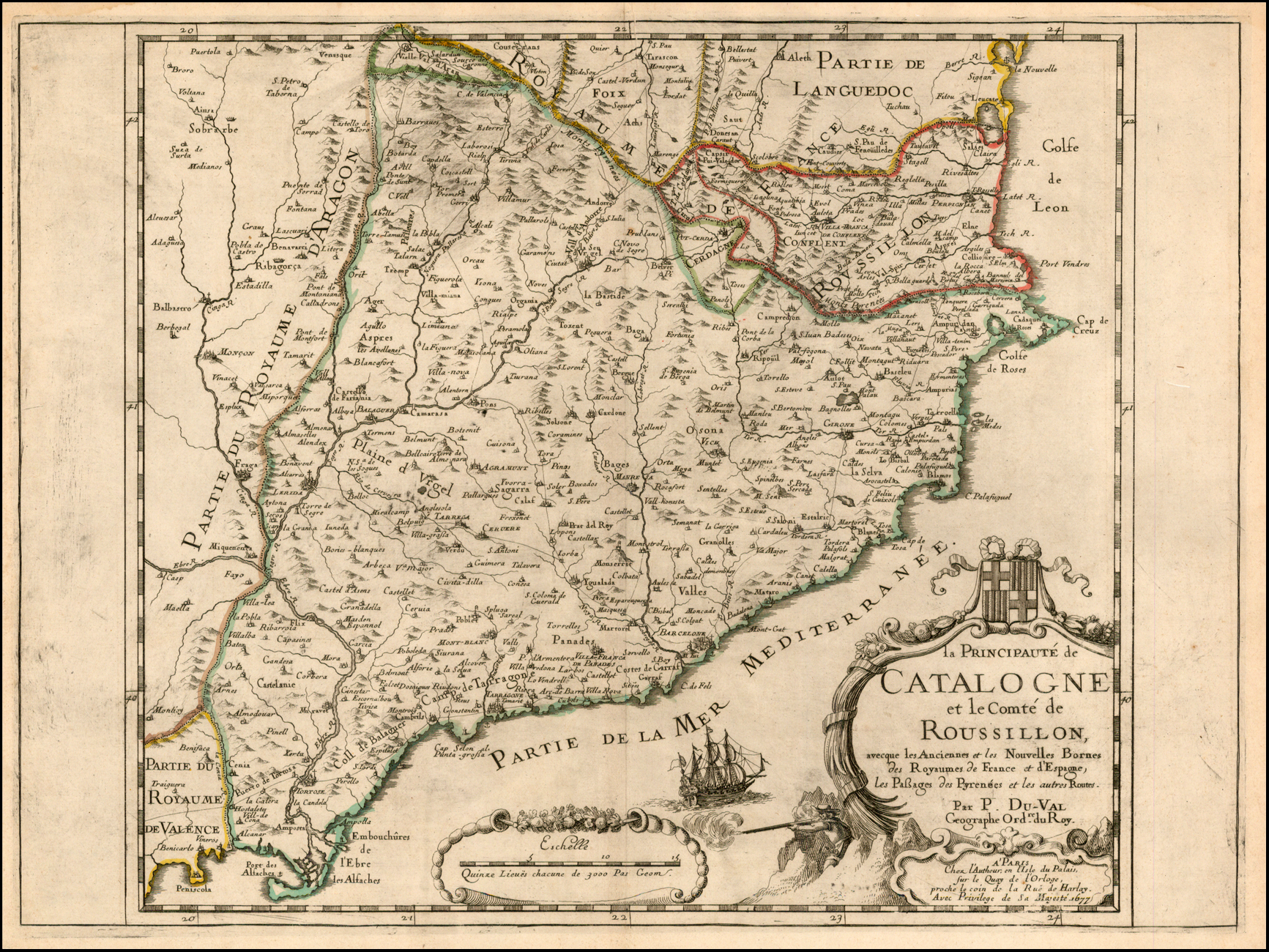
Carte de la principauté de Catalogne au XVIIe siècle.

Le Lieutenant Général de Catalogne ou vice-roi de Catalogne était le représentant du roi dans la principauté de Catalogne.

## Histoire
Au milieu du XVIe siècle, on a introduit le mot Vice-roi (virrei, en catalan - virrey, en espagnol), qui a fini par remplacer totalement celui de lloctinent (lieutenant).
Durant la dynastie de la Maison d'Aragon-Barcelone, le lieutenant était, normalement, l'héritier au trône ou la reine consort, et n'agissait que lorsque le monarque se trouvait hors du royaume, avec le titre de lloctinent reial (lieutenant royal). Au moment où le roi revenait dans le royaume, la charge disparaissait immédiatement. C'était donc une charge de courte durée et seulement exercée dans des moments extraordinaires.
Les choses ont changé avec l'arrivée de la dynastie des Trastamare. À l'exception du premier roi d'origine castillane (Ferdinand Ier d'Aragon), les deux monarques suivants ont eu besoin continuellement d'un lieutenant, soit pour leurs séjours hors du Principat (dans le cas de Alphonse le Magnanime) ou à cause de tentatives continuelles de soulèvement (dans le cas de Jean II d'Aragon).
Le roi Ferdinand II le Catholique a institutionnalisé la charge en la personne de son cousin l'infant Enrique de Aragón (es) Infant Fortuna en 1479, car il avait de nombreuses possessions de par de monde et il s'absentait durant de longues périodes. Ces périodes d'absence royale se sont allongées (et, de fait, se sont faites quasi permanentes) avec les Habsbourg.
Au début, le vice-roi devait être une personne de sang royal, mais de fait c'était un noble ou un ecclésiastique qui devait exécuter les ordres du monarque concernant le Principat. C'était lui qui nommait les chanceliers, les trésoriers ou avocats fiscaux, charges qui étaient confiées aux membres de la haute hiérarchie ecclésiastique ou de la haute noblesse castillane, et dans certaines occasions à quelque noble catalan.
Durant le XVIe siècle, les monarques espagnols n'exerçaient pas une autorité absolue en Catalogne, mais à partir du XVIIe siècle, la situation politique et économique a changé. Les Corts étaient convoquées de moins en moins souvent, et à la fin du siècle ont cessé d'être convoquées.
La charge a disparu à la fin de la guerre de Succession, ainsi que les lois et institutions de la principauté de Catalogne et le reste de la Couronne d'Aragon. Les décrets de Nueva Planta de 1716 ont substitué à la personne du vice-roi celle de capitaine général (capità general).
Liste des vice-rois de Catalogne de 1479 à 1713.

## 1479-1701

### Règne deFerdinand II le Catholique(1479-1516)
- 1479–1493: Enrique de Aragón (es)
- 1493–1495: Juan de Lanuza y Garabito (es)
- 1495–1496: Juan Fernández de Heredia
- 1496–1501: Jean d'Aragon, comte de Ribagorza
- 1501–1514: Jaime de Luna
- 1514–1520: Alphonse d'Aragon, archevêque de Saragosse

### Règne deCharles Quint(1516-1556)
- 1521–1523: Pere Folc de Cardona (ca), archevêque de Tarragone
- 1523–1525: Antonio de Zúñiga (es)
- 1525–1539: Fadrique de Portugal (es), évêque de Sigüenza
- 1539–1543: François Borgia, duc de Gandie
- 1543–1554: Juan Fernández Manrique de Lara, marquis de Aguilar de Campoo
- 1554–1558: Pedro Afán de Ribera, duc d'Alcalá

### Règne dePhilippe II (Philippe I d'Aragon)(1556-1598)
- 1558–1564: García Álvarez de Tolède, quatrième marquis de Villafranca
- 1564–1571: Diego Hurtado de Mendoza y de la Cerda (es), duc de Francavilla
- 1571–1580: Fernand de Tolède
- 1580–1581: Francisco de Moncada y Folc de Cardona (es), marquis d'Aytona
- 1581–1583: Carlos de Aragón (es), duc de Terranova
- 1583–1586: Juan de Zúñiga y Avellaneda, comte de Miranda del Castañar
- 1586–1590: Manrique de Lara y Girón, comte de Valencia de Don Juan
- 1590–1592: Pedro Luis Galcerán de Borja y de Castro-Pinós
- 1592–1596: Bernardino de Cárdenas y Portugal (es), duc de Feria

### Règne dePhilippe III (Philippe II d'Aragon)(1598-1621)
- 1602–1603: Joan Terès i Borrull, archevêque de Tarragone
- 1603–1611: Héctor de Pignatelli y Colonna, duc de Monteleón,
- 1611–1611: Pedro Manrique, évêque de Tortosa
- 1611–1615: Francisco Hurtado de Mendoza, marquis d'Almazán
- 1615–1619: Francisco Fernández de la Cueva, Duc d'Alburquerque
- 1619–1622: Fernando Afán de Ribera y Téllez-Girón, 3e duc d'Alcalá de los Gazules

### Règne (début) dePhilippe IV (Philippe III d'Aragon)(1621-1640)
- 1622–1626: Juan Sentís (es), évêque de Barcelone
- 1626–1627: Luis Díez de Aux y Armendáriz, évêque d'Urgel
- 1627–1629: Miguel Santos de San Pedro (es), évêque de Solsona
- 1629–1630: Gomez Suarez de Figueroa y Cordoba , 3e duc de Feria
- 1630–1632: Enrique de Aragón Folc de Cardona y Córdoba (es)
- 1632–1633: Ferdinand d'Autriche
- 1633–1638: Enrique de Aragón Folc de Cardona y Córdoba (es)
- 1638–1640: Dalmau de Queralt, comte de Santa Coloma

#### Guerre des faucheurs(1640-1652) - Lieutenants de Philippe IV
- 1640–1640: García Gil Manrique, évêque de Barcelone
- 1640–1640: Enrique de Aragón Folc de Cardona y Córdoba (es)
- 1640–1642: Pedro Fajardo Requesens y Zúñiga, marquis de los Vélez
- 1642–1644: Pedro Antonio de Aragón (es)
- 1642–1645: Felipe de Silva
- 1645–1647: Diego Mexía Felípez de Guzmán, marquis de Leganés
- 1647–1648: Guillermo Ramón de Moncada (es), marquis d'Aytona
- 1648–1650: Juan de Garay Otañez

#### République catalane(XVIIesiècle) - Lieutenants desrois de France
- novembre 1641 - mai 1642 : Urbain de Maillé, marquis de Brézé
- 25 juin 1642 - 24 décembre 1644 : Philippe de La Mothe-Houdancourt, duc de Cardone et de Fayel
- 1644 - 164. : Henri de Lorraine, comte d'Harcourt
- 164. - 1647 : Louis II de Bourbon, Prince de Condé
- 1647 - 1648 : Michel Mazarin
- 1649 - 15 novembre 1651 : Louis II de Bourbon, duc de Vendôme
- 15 novembre 1651 - mai 1653 : Philippe de La Mothe-Houdancourt

### Règne (fin) dePhilippe IV (Philippe III d'Aragon)(1652-1665)
- 1650–1653: Francisco de Orozco, marquis de Mortara
- 1653–1656: Juan José d'Autriche
- 1656–1663: Francisco de Orozco, marquis de Mortara
- 1663–1664: Francisco de Castel Rodrigo
- 1664–1667: Vicente de Gonzaga y Doria

### Règne deCharles II(1665-1700)
- 1667–1669: Gaspar Téllez-Girón, 5e duc d'Osuna
- 1669–1673: Francisco Fernández de Córdoba, duc de Sessa
- 1673–1675: Francisco Tuttavilla y del Tufo, duc de San Germán
- 1675–1676: Juan Antonio Pacheco Osorio Toledo, marquis de Cerralbo
- 1676–1677: Alexandre Farnèse
- 1677–1678: Juan Domingo de Haro
- 1678–1678: Diego Dávila Mesía y Guzmán, marquis de Leganés
- 1678–1685: Alexandre, prince de Bournonville et comte de Henin
- 1685–1688: Diego Dávila Mesía y Guzmán, marquis de Leganés
- 1688–1688: Juan Tomás Enríquez de Cabrera, comte de Melga
- 1688–1690: Carlos de Gurrea
- 1690–1693: Juan Alonso Pérez de Guzmán, duc de Medina Sidonia
- 1693–1694: Juan Manuel Fernández Pacheco, 8e marquis de Villena
- 1694–1696: Francisco Antonio de Agurto
- 1696–1698: Francisco Antonio Fernandez de Velasco y Tovar
- 1698–1701: Georges de Hesse-Darmstadt

### Guerre de Succession(1700-1714)

#### Vice-rois nommés parPhilippe V d'Espagne
- 1702–1703: Luis Fernández de Portocarrero, comte de Palma
- 1703–1705: Francisco Antonio Fernandez de Velasco y Tovar, comte de Melgar
- 1705–1706: José Antonio Mendoza Caamaño y Sotomayor
- 1706–1719: Claude François Bidal d'Asfeld

#### Vice-rois nommés parCharles VI du Saint-Empire
- 1711–1712: Élisabeth-Christine de Brunswick-Wolfenbüttel
- 1713–1713: Guido Starhemberg